# Cheshmeh Khan
Cheshmeh Khān (persiska: Qal‘eh-ye Cheshmeh Khān, قلعه چشمه خان, چشمه خان) är en ort i Iran.   Den ligger i provinsen Nordkhorasan, i den norra delen av landet, 500 km öster om huvudstaden Teheran. Cheshmeh Khān ligger 1 175 meter över havet och antalet invånare är 474.
Terrängen runt Cheshmeh Khān är lite bergig. Runt Cheshmeh Khān är det ganska glesbefolkat, med 27 invånare per kvadratkilometer. Närmaste större samhälle är Robāţ-e Qareh Bīl, 19,8 km öster om Cheshmeh Khān. Omgivningarna runt Cheshmeh Khān är i huvudsak ett öppet busklandskap.